# The Doors
The Doors era un grup de rock psicodèlic format a Los Angeles (Califòrnia) el juliol de 1965 i dissolt el 1973.
Es considera el grup que va acostar la música underground al gran públic. La seva música barrejava música psicodèlica amb elements de la música clàssica, el blues, la improvisació jazzística, el cabaret alemany, el garatge, i el rock dur. Tot això complementat amb la veu de baríton de Jim Morrison i les lletres poètiques.
Els seus concerts també van anar acompanyats de la polèmica, ja que en moltes ocasions Morrison actuava en estat d'embriaguesa, havent consumit drogues o havent causat conflictes violents amb intervenció policial. També se'ls ha anomenat "els reis del gènere rock acid", i el grup era àmpliament considerat com una part important de la contracultura de la dècada de 1960.
The Doors va ser la primera banda nord-americana a acumular vuit discs d'ors consecutius. Segons la RIAA, han venut 33 milions de discs als EUA i més de 100 milions de discs a tot el món, convertint-los en un dels grups amb més vendes de tots el temps. The Doors ha estat classificat com un dels millors artistes de tots els temps per revistes com ara Rolling Stone, que els va situar en el lloc 41 de la seva llista dels "100 millors artistes de tots els Temps". El 1993, es van incloure al Saló de la Fama del Rock and Roll.

## Història

### Formació (juliol 1965-agost 1966)
El grup va ser format l'any 1965 per Morrisson i Manzarek, que es coneixien de l'Escola de cinema de la Universitat de Califòrnia. Es van trobar a la platja de Venice, on van començar una conversa casual i Morrison va aprofitar per llegir-li a Manzarek la lletra de «Moonlight Drive», un poema que Morrison acabava d'escriure. Manzarek (fanàtic del blues i el rock de l'època) li va demanar a Morrison que li cantés el tema, amb el qual Manzarek va quedar fascinat, i van decidir formar una banda.
Manzarek ja estava en una banda anomenada "Rick And The Ravens" amb el seu germà Rick, mentre que Robby Krieger i John Densmore tocaven a "The Psychodelic Rangers" i coneixien a Manzarek d'unes classes de meditació. L'agost, Densmore es va unir al grup i amb alguns membres dels Ravens i un baixista desconegut, van gravar el 2 de setembre una demo de cinc temes. Aquesta demo va ser parcialment piratejada, i aquesta era l'única manera d'aconseguir-la fins a la seva aparició en el Box Set de The Doors, publicat el 1997.
Aquell mateix mes, el grup va reclutar al talentós Robby Krieger i l'alineació final - Morrison, Manzarek, Krieger i Densmore - ja estava completa. Van batejar el grup inspirant-se en el títol del llibre The doors of perception d'Aldous Huxley, ell mateix una referència a una cita de William Blake al seu llibre de 1793 Les noces del cel i de l'infern (The Marriage of Heaven and Hell).
The Doors es diferenciava de molts grups de rock de l'època, perquè no usaven un baix en concert, emfatitzant també el fet d'haver estat influenciats per diferents grups de rock de l'època, així com el destacat gènere blues. En comptes d'això, Manzarek tocava les melodies de baix amb la mà esquerra en el seu nou piano Fender Rhodes, una nova versió del ja conegut piano Fender Rhodes, i les melodies de l'òrgan amb la mà dreta. No obstant això, el grup va usar alguns baixistes en els seus enregistraments d'estudi, entre ells Jerry Scheff, qui va tocar després en més de 1.100 concerts per Elvis Presley (de 1969 fins a la seva mort en 1977), així com Doug Lubahn, Harvey Brooks, Kerry Magness, Lonnie Mack i Ray Neapolitan.
Moltes de les cançons originals es van fer en conjunt. Morrison aportava les lletres i part de la melodia, i la resta contribuïa amb el ritme i el sentiment de la cançó. Mentre Morrison i Manzarek caminaven per la platja a Califòrnia, van veure passar a una dona negra, i Morrison va escriure la lletra de «Hello, I Love You» aquella mateixa nit, referint-se a ella com la "joia fosca" (Dusky jewel). Alguns van criticar la cançó per la seva semblança amb el hit de The Kinks All Day and All of the Night (1965).

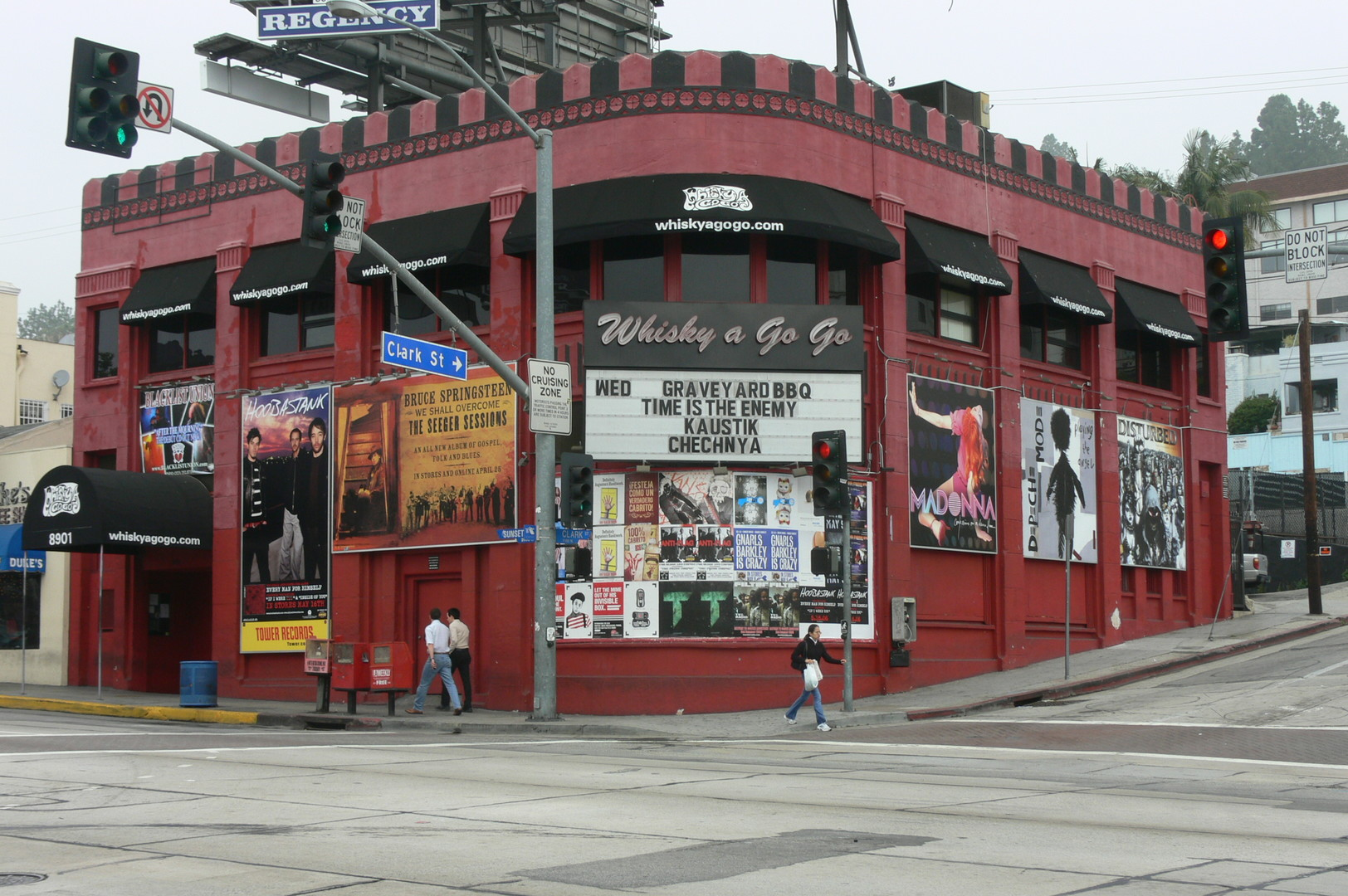
Whisky a Go Go.

Des de febrer fins a maig de 1966, el grup va tenir una residència al "rundown" i "sleazy" club de Los Angeles London Fog, que apareixia al cartell amb "Rhonda Lane Exotic Dancer". L'experiència va donar confiança a Morrison per actuar davant d'un públic en viu, i a la banda en general per desenvolupar-se i, en alguns casos, allargar les seves cançons i treballar «The End» i «Light My Fire» a les peces que apareixerien al seu àlbum debut. Manzarek posteriorment va dir que al London Fog la banda "es va convertir en aquesta entitat col·lectiva, aquesta unitat d'unitats ... aquí va començar la màgia". El grup aviat es va graduar al més estimat Whisky a Go Go, on eren la banda de la casa (a partir de maig de 1966), donant suport a actes, inclòs el grup de Van Morrison Them. En la seva última nit junts, les dues bandes es van unir per a In the Midnight Hour i una jam session de vint minuts de Gloria de Them.
El 10 d'agost de 1966, van ser detectats pel president d'Elektra Records, Jac Holzman, que va estar present a la recomanació del cantant del grup Love, Arthur Lee, el grup del qual estava amb Elektra. Després que Holzman i el productor Paul A. Rothchild van veure dues actuacions de la banda tocant al Whisky a Go Go, els van contractar pel segell Elektra Records el 18 d'agost - el començament d'una llarga i reeixida associació amb Rothchild i l'enginyer de so Bruce Botnick. The Doors es va acomiadar del Whisky el 21 d'agost de 1966, quan Morrison va afegir una versió explícita de profanitat del mite grec d'Èdip durant «The End».

### The Doors i Strange Days (agost de 1966 - desembre 1967)

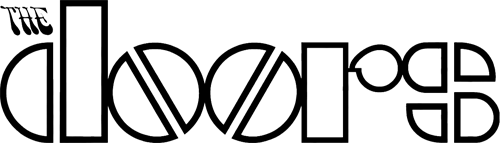
El logo de The Doors logo, dissenyat per un assistent d'Elektra Records, va aparèixer per primer cop al seu àlbum de debut el 1967.

Entre agost i setembre de 1966 van enregistrar el seu àlbum de debut, The Doors, que va aparèixer l'any 1967, tot i que l'any anterior ja havien fet unes gravacions musicals per uns vídeos formatius de l'empresa Ford. Incloïa moltes cançons populars del seu repertori, entre aquestes, el drama musical de gairebé 12 minuts «The End». El novembre de 1966, Mark Abramson va dirigir una pel·lícula promocional per al senzill principal «Break On Through (To the Other Side)». Per a la promoció del senzill, el grup va fer diverses aparicions a la televisió, com per exemple a Shebang, un programa de televisió de Los Angeles, imitant una reproducció de «Break On Through». A principis de 1967, el grup va aparèixer a The Clay Cole Show (que s'emitia els dissabtes al vespre al canal 11 de WPIX a la ciutat de Nova York) on van interpretar el seu senzill «Break On Through». Atès que el single va adquirir un èxit menor, la banda es va dedicar a «Light My Fire»; es va convertir en el primer senzill d'Elektra Records a aconseguir el número u de la llista de singles Billboard Hot 100, venent més d'un milió de còpies.
Al maig de 1967, el grup va fer el seu debut nacional gravant una brillant versió de «The End» per a la CBC en els Yorkville Studios, a Toronto (Yorkville era la versió canadenca de l'Haight-Ashbury). Aquesta versió va romandre inèdita fins a la sortida del DVD "The Doors Soundstage Performances" a principis dels anys 2000.
El 17 de setembre de 1967, The Doors van fer una representació memorable de «Light My Fire» a The Ed Sullivan Show. Segons Ray Manzarek, els executius de la cadena van demanar que la paraula "higher" (superior) fos eliminada, per possible referència a les drogues. El grup semblava estar d'acord, però va interpretar la cançó en la seva forma original, ja que o mai no havien tingut intenció de complir la sol·licitud o bé Jim Morrison estava nerviós i es va oblidar de fer el canvi (Manzarek ha explicat conflictes). Sigui com sigui, es va cantar "higher" a la televisió nacional, i el presentador del programa, Ed Sullivan, va cancel·lar uns altres sis programes que s'havien planejat. Després que el productor del programa li digués a la banda que no tornarien a tocar al programa, Jim Morrison va respondre: "Hey, man. We just did the Sullivan Show" (Ei, home. Acabem de fer el Show de Sullivan).
Morrison va fomentar la seva fama de rebel quan, el 10 de desembre va ser arrestat a New Haven, per parlar malament sobre la policia al públic. Morrison va dir que un gelós oficial li havia llançat gas lacrimogen al sorprendre'l amb una noia entre bastidors. El grup va acabar un reeixit any. El 24 de desembre la banda va gravar «Light My Fire» i «Moonlight Drive» en viu per al Show de Jonathan Winters. Del 26 al 28 de desembre, el grup va tocar a The Winterland San Francisco. Van tocar a Denver el 30 i 31 de desembre, coronant un any de gires gairebé constants.
The Doors va passar diverses setmanes als Sunset Studios de Los Angeles gravant el seu segon àlbum, Strange Days, experimentant amb la nova tecnologia, sobretot el sintetitzador Moog que ara tenien disponible. es va publicar al setembre de 1967. Va rebre un disc d'or i va arribar a l'núm 3 del Billboard. No obstant això Paul Rothchild, el productor, el va considerar un fracàs comercial, per més que hagués significat un triomf artístic.
Tot i que el músic Larry Knechtel havia contribuït ocasionalment al baix en l'àlbum debut de la banda, Strange Days va ser el primer àlbum de The Doors enregistrat amb un músic d'estudi, tocant el baix a la majoria de l'àlbum, i això va continuar en tots els àlbums d'estudi posteriors. Manzarek va explicar que el seu baix del teclat era molt adequat per a actuacions en directe, però que no tenia "articulació" necessària per a la gravació d'estudi.

### Waiting for the Sun(abril - desembre 1968)

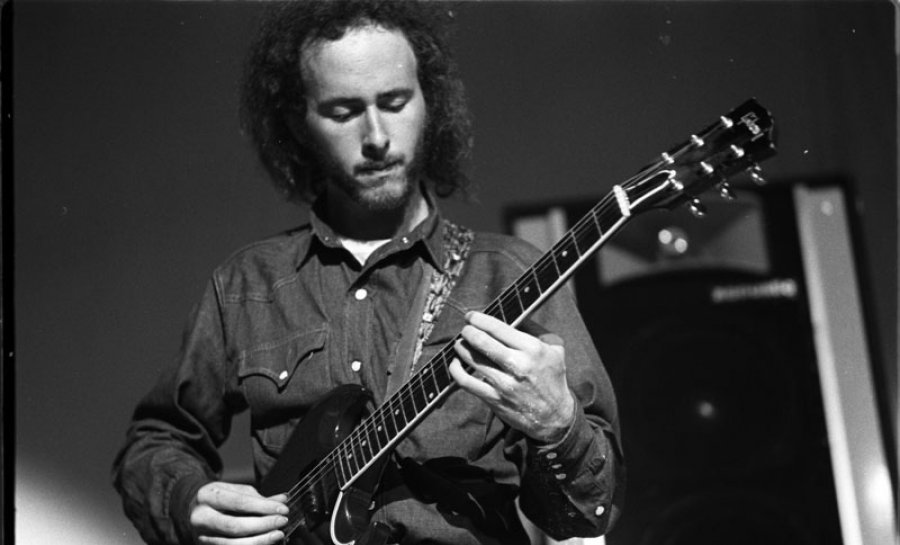
Robby Krieger a Roundhouse a Londres (setembre 1968).

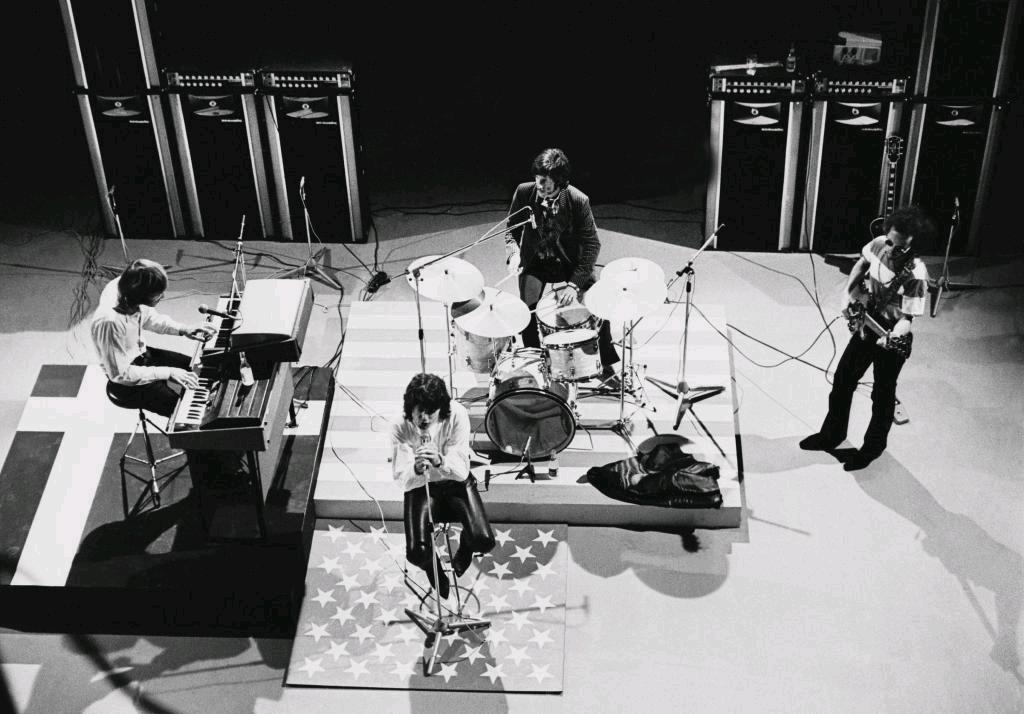
The Doors actuant per a la televisió danesa el 1968.

L'enregistrament del tercer àlbum del grup a l'abril de 1968 es va veure afectat per la tensió com a conseqüència de la creixent dependència de Morrison de l'alcohol i el rebuig de «The Celebration of the Lizard» de 17 minuts del productor de la banda Paul Rothchild, que va considerar que l'obra no era prou comercial. Aproximant-se a l'altura de la seva popularitat, els The Doors van fer una sèrie d'espectacles a l'aire lliure que van donar lloc a escenes frenètiques entre fans i policies, particularment al Chicago Coliseum el 10 de maig.
La banda va començar a derivar-se de la seva forma inicial per a aquest tercer LP, i com que havien esgotat el seu repertori original, van començar a escriure nou material. Waiting for the Sun es va convertir en el seu primer i únic LP número 1 dels Estats Units i el senzill «Hello, I Love You» (una de les sis cançons interpretades per la banda a la demo de 1965 d'Aura Records) va ser el seu segon senzill número 1 als EUA. Després del llançament del 1968 de «Hello, I Love You», l'editor de l'èxit de 1964 «All Day and All of the Night» de The Kinks va anunciar que planejaven accions legals contra els The Doors per infracció dels drets d'autor; no obstant això, el compositor Ray Davies va decidir finalment no demandar. El guitarrista de Kinks Dave Davies estava especialment irritat per la similitud. En concert, Morrison de tant en tant descartava la cançó, deixant la veu a Manzarek, tal com es pot veure al documental "The Doors Are Open".
Un mes després d'un disturbis en un concert al Singer Bowl de Nova York, el grup va volar a Gran Bretanya per a la seva primera actuació fora d'Amèrica del Nord. Van celebrar una conferència de premsa a l'ICA Gallery de Londres i van tocar espectacles al Roundhouse. Els resultats del viatge es van emetre a "The Doors Are Open" de Granada TV, publicat posteriorment en vídeo. Van tocar a Europa, juntament amb Jefferson Airplane, incloent un espectacle a Amsterdam on Morrison va caure incoscient a l'escenari després de pendre una barraja de drogues (incloent marihuana, haixix i pastilles sense especificar). Morrison va ser hospitalitzat i el grup va continuar el concert amb Manzanek substituint-lo com a cantant.
El grup va volar als Estats Units i va tocar nou dates més abans de tornar a treballar al novembre amb el seu quart LP. Van acabar l'any amb un nou single reeixit, «Touch Me» (llançat el desembre de 1968), que va arribar al número 3 del Billboard Hot 100 i No. 1 al Cashbox Top 100 senzills a principis de 1969; aquest va ser el tercer i darrer senzill número u del grup als Estats Units.

### Incident de Miami (març 1969)

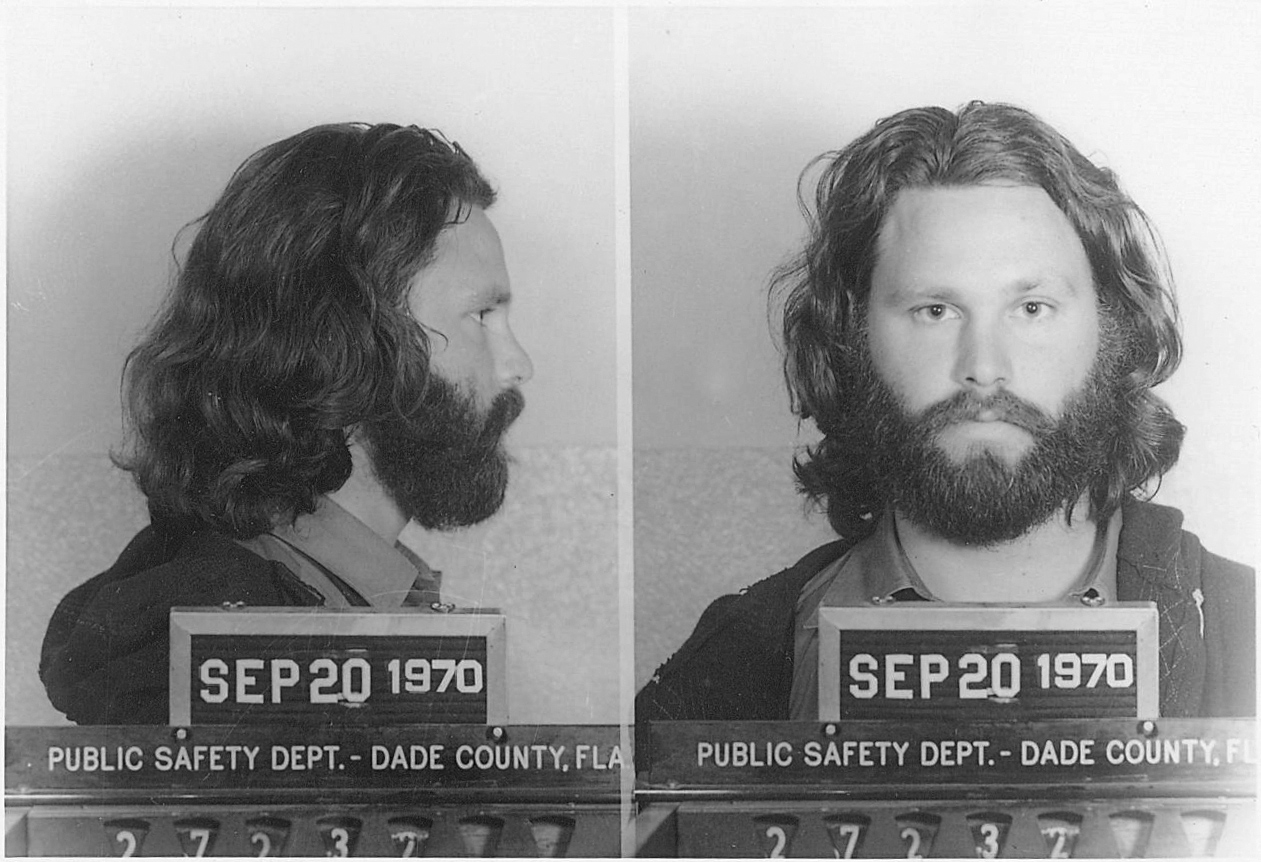
el dia de la seva condemna a Miami per profanació i exposició indecent.

L'1 de març de 1969, al Dinner Key Auditorium del barri de Coconut Grove de Miami, els The Doors van fer l'actuació més controvertida de la seva carrera, gairebé "descarrilant la banda". L'auditori era un hangar d'hidroavions convertit que no tenia aire condicionat aquella nit tan calorosa i el promotor havia retirat els seients per augmentar la venda d'entrades, encavint més de 10.000 persones en una instal·lació dissenyada per contenir-ne 7.000.
Morrison havia estat bevent tot el dia i va perdre dos vols de connexió a Miami. Va arribar al concert, borratxo, amb més d'una hora de retard. La gent inquieta, va ser sotmesa a silencis indeguts en el cant de Morrison, que va tensar la música des del començament de l'actuació. Morrison havia assistit recentment a una obra teatral d'un grup de teatre experimental The Living Theatre i es va inspirar en el seu estil d'art de representació "antagònic". Morrison va provocar a la multitud amb missatges d'amor i d'odi, dient: "Love me. I can't take it no more without no good love. I want some lovin'. Ain't nobody gonna love my ass?" (Estima'm. No puc aguantar-ho més sense un bon amor. Vull encantar-me. No hi ha ningú a qui li encanti el cul?" i alternativament: "You're all a bunch of fuckin' idiots!" (Tots sou un munt de ximples idiotes!) i cridant "What are you gonna do about it?" (Què aneu a fer amb això?) una vegada i una altra.
Quan la banda va començar la seva segona cançó, «Touch Me», Morrison va començar a cridar en protesta, obligant a la banda a detenir-se. En un moment donat, Morrison va treure el barret d'un oficial de policia a l'escenari i el va llançar a la multitud. El gerent Bill Siddons va recordar: "El concert era una cosa estranya, semblant al circ, hi havia aquest noi que portava una ovella i la gent més salvatge que havia vist mai." El cap d'equips, Vince Treanor, va dir: "Algú va saltar i va vessar xampany sobre Jim, de manera que es va treure la camisa, estava xop. "Vegem una mica de pell, deixem-nos nus", va dir, i el públic va començar a treure's la roba."
El 5 de març, l'oficina del xèrif del comtat de Dade va emetre una ordre d'arrest contra Morrison, afirmant que Morrison havia exposat el seu penis mentre estava a l'escenari, va cridar obscenitats a la multitud, va simular sexe oral al guitarrista Robby Krieger i estava borratxo en aquell moment de la seva actuació. Morrison va rebutjar una negociació que requeria que els The Doors realitzessin un concert gratuït a Miami. Va ser condemnat a sis mesos de presó per treballs forçats i se li va ordenar pagar una multa de 500 dòlars. Morrison va romandre lliure, a l'espera d'un recurs de la seva condemna, i va morir abans que l'assumpte es resolgués legalment. El 2007 el Governador de Florida Charlie Crist va suggerir la possibilitat d'un indult pòstum per a Morrison, que es va anunciar amb èxit el 9 de desembre de 2010. Densmore, Krieger i Manzarek han negat l'acusació que Morrison es va despullés a l'escenari aquella nit.
La imatge de la banda va quedar molt embrutada, fins al punt que la gira de concerts que havien començat els The Doors en aquell moment va ser cancel·lada. Després d'això, van decidir no participar en el Festival de Woodstock considerat per la banda un espai massa vast per a la seva actuació i que disminuiria enormement l'energia i la intimitat que els entorns més íntims són capaços de donar.

### The Soft Parade(maig–juliol 1969)

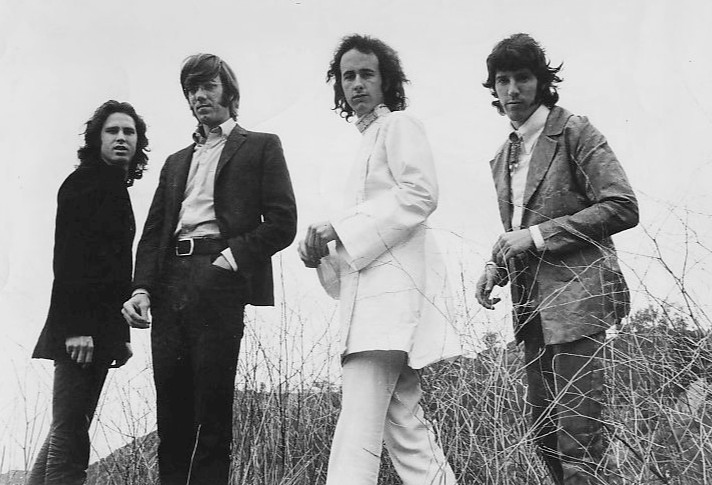
The Doors a finals de 1969.

El quart àlbum de The Doors, The Soft Parade, publicat al juliol de 1969, contenia una diferenciació dels primers àlbums d'estudi de The Doors: llautó i arranjaments de corda. Rothchild va suggerir el concepte a la banda, després d'escoltar molts exemples de diversos grups que també van explorar la mateixa sortida radical. Densmore i Manzarek (ambdós influenciats per la música jazz), van estar d'acord amb la recomanació,, però Morrison es va negar a incorporar arranjaments en les seves composicions que apareixien al disc. El senzill principal, «Touch Me», presentava el saxofonista Curtis Amy.
Mentre la banda intentava mantenir el seu impuls anterior, els esforços per ampliar el seu so van donar al disc un sentit experimental, provocant que els crítics ataquessin la seva integritat musical. Segons John Densmore a la seva biografia Riders on the Storm, els crèdits individuals de l'escriptura es van assenyalar per primera vegada a causa de la reticència de Morrison a cantar les lletres de la cançó de Robby Krieger «Tell All the People». La beguda de Morrison el va fer difícil i poc fiable, i les sessions de gravació es van allargar durant mesos. Els costos d'estudi s’amuntegaven i els Doors van estar a punt de desintegrar-se. Malgrat tot, l'àlbum va tenir un èxit immens, convertint-se en el quart àlbum més reeixit de la banda.

### Morrison HoteliAbsolutely Live(novembre 1969 – desembre 1970)
Durant la gravació del seu següent àlbum, Morrison Hotel, el novembre de 1969, Morrison es va trobar de nou amb problemes amb la llei després d'assetjar el personal de la companyia aèria durant un vol a Phoenix, Arizona, per veure els Rolling Stones en concert. Tant Morrison com el seu amic i company de viatge Tom Baker van ser acusats de "interferir en el vol d'un avió intercontinental i embriaguesa pública". Si hagués estat condemnat per l'acusació més greu, Morrison hauria pogut enfrontar-se a una pena de presó federal de deu anys per l'incident. Els càrrecs es van retirar l'abril de 1970 després que una hostessa de la companyia aèria invertís el seu testimoni per dir que va identificar per error a Morrison com a Baker.
The Doors va representar un retorn a la forma amb el seu LP Morrison Hotel de 1970, el seu cinquè àlbum. Amb un so consistent de blues rock, l'obertura de l'àlbum va ser «Roadhouse Blues». El disc va arribar al número 4 als Estats Units i va revifar el seu estat entre la seva base de fans i la premsa especialitzada en rock. El disc també va veure a Jim Morrison tornar com a compositor principal, escrivint o coescrivint tots els temes de l'àlbum. La reedició del CD del 40è aniversari de Morrison Hotel conté captures i preses alternatives, incloses diferents versions de «The Spy» i «Roadhouse Blues» (amb Lonnie Mack al baix i John Sebastian de The Lovin 'Spoonful a l'harmònica).
El juliol de 1970 es va publicar el primer àlbum en directe del grup, Absolutely Live, que va assolir la posició número 8. El disc el va completar el productor Rothchild, que va confirmar que la mescla final de l'àlbum consistia en massa edicions de diversos concerts de grups diferents. Absolutely Live també inclou el primer llançament de la llarga peça «Celebration of the Lizard».
Durant l'última actuació pública de the Doors amb Morrison al front, al "Warehouse" a Nova Orleans, Louisiana, el 12 de desembre de 1970, Jim Morrison va tenir una aparent crisi nerviosa, tirant el micròfon a terra repetides vegades, fins que la plataforma de sota va ser destruïda, després es va asseure i es va negar a actuar durant la resta de l'espectacle. Després de l'espectacle, el bateria John Densmore es va reunir amb Manzarek i Krieger; van decidir acabar el seu acte en directe, citant el seu acord mutu que Morrison estava a punt de retirar-se de la interpretació.

### L.A. Woman i mort de Morrison (desembre 1970 - juliol 1971)
El grup va tornar a tenir un últim èxit amb L.A. Woman el 1971. La idea d'aquest àlbum era tornar a les arrels del blues i el R & B, encara que durant els assajos el grup va tenir seriosos contratemps amb Rothchild, que denominant al nou repertori "música de còctel" va renunciar a la producció de l'àlbum i va deixar el control a Bruce Botnick. El resultat va ser considerat un veritable clàssic, presentant un dels materials més forts des del seu debut el 1967. Altres però consideren que prop de la meitat de l'àlbum és un blues apagat, sense brillantor, que li resta qualitat al resultat final. Potser per això, la cançó «The Changeling» és considerada la més subestimada de la banda. «Riders On The Storm», es va convertir en una peça clau de la programació de qualsevol ràdio de rock durant dècades.
El 1971, després de l'enregistrament de L.A. Woman, Morrison va decidir agafar-se un temps lliure i es va mudar a París amb la seva xicota, Pamela Courson, al març. L'havia visitat l'estiu passat i, per un temps, va semblar content escrivint i explorant la ciutat. Però després va tornar a l'alcohol i va caure d'un segon pis al maig. El 16 de juny va fer les seves últimes gravacions conegudes, quan va conèixer a dos músics de carrer i els va convidar a un estudi. Els resultats van ser estrenats a 1994 en el LP pirata, The Lost Paris Tapes.

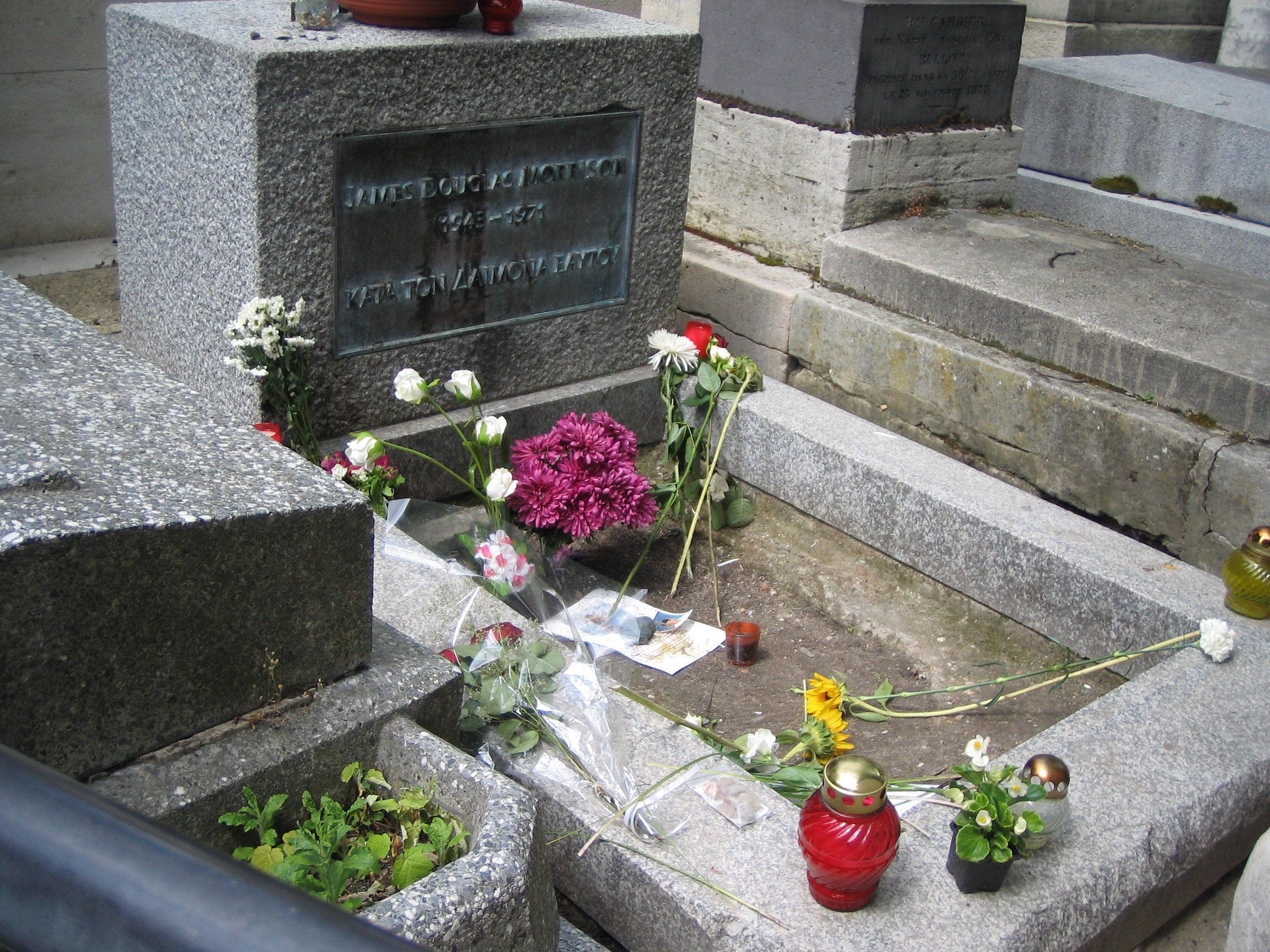
Tomba de Jim Morrison al Cementiri del Père-Lachaise a París.

Jim Morrison va ser trobat mort el 3 de juliol de 1971, poques setmanes després del llançament de l'àlbum L.A. Woman. Tot i l'absència d'una autòpsia oficial, el motiu de la mort es va indicar com a insuficiència cardíaca. Tenia 27 anys, la mateixa edat que molts altres estrelles del rock (Club dels 27). El 1974, la parella de Morrison, Pamela Courson, també va morir a l'edat de 27. Morrison va ser enterrat al cementiri de Père Lachaise el 7 de juliol.

### Després de Morrison
Després de la seva mort el grup encara va treure dos àlbums més fins a la seva dissolució l'any 1973, dos dels quals presentaven enregistraments anteriors de Morrison, i al llarg de les dècades es van reunir a l'escenari en diverses configuracions. El 2002, Manzarek, Krieger i Ian Astbury de The Cult a la veu van començar a actuar com "The Doors of the 21st Century". Densmore i la finca Morrison els van demandar amb èxit per l'ús del nom de la banda. Després de poc temps com a Riders on the Storm, es va fixar en el nom de Manzarek – Krieger i van fer una gira fins a la mort de Manzarek el 2013.
The Doors es va incorporar al Saló de la Fama del Rock and Roll el 1993 i va rebre un Premi Grammy a la seva trajectòria el 2007.

## Components
- Jim Morrison: veu
- Ray Manzarek: teclats
- Robby Krieger: guitarra
- John Densmore: bateria

## Discografia

### Àlbums d'estudi
- The Doors (1967)
- Strange Days (1967)
- Waiting for the Sun (1968)
- The Soft Parade (1969)
- Morrison Hotel (1970)
- L.A. Woman (1971)
- Other Voices (1971)
- Full Circle (1972)
- An American Prayer (1978)

### Directes
- Absolutely Live (1970)
- Alive She Cried (1983)
- Live at the Hollywood Bowl (1987)
- In Concert (1991)